# Винер-Нойштадт (футбольный клуб)
«Винер-Нойштадт» — австрийский футбольный клуб из Винер-Нойштадта, выступающий в австрийской Первой лиге. Основан 19 мая 2008 года. Домашние матчи проводит на стадионе «Винер-Нойштадт-Арена», вмещающем 4000 зрителей.

## История

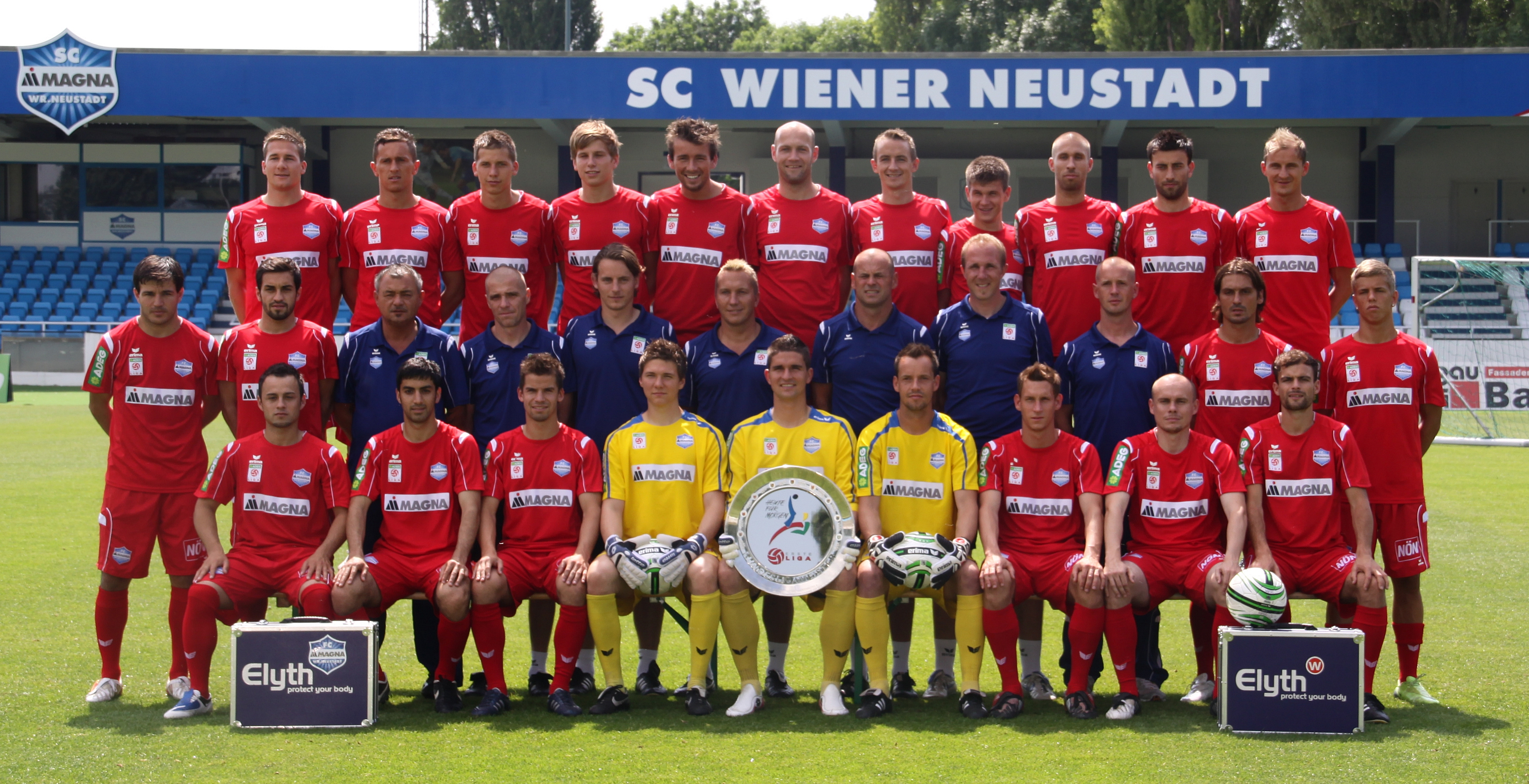
«Магна» Винер-Нойштадт — чемпионы 1 лиги 2008/09

ФК «Магна» Винер-Нойштадт получил право выступать в Первой лиге благодаря тому, что у клуба «Шванештадт» появились финансовые проблемы. 19 мая австрийско-канадский бизнесмен Франк Штронах, основатель «Magna International», был избран президентом клуба.
Свой первый матч в лиге команда провела 12 июля 2008 года против «Ваккера» и уступила 0-3. Остаток сезона прошел более успешно и окончился победой в Первой Бундеслиге и завоеванием путевки в Бундеслигу.
В конце 2008 года произошло слияние ФК «Винер-Нойштадт» и «Магны», в итоге клуб был назван ФК «Магна Винер-Нойштадт» и официально начал существование 1 июля 2009 года. В 2010 году клуб стал сотрудничать со «Штурм».

## Достижения
- Финалист кубка Австрии: 2009/10